# Charles-Henri z Lobkowiczów
Charles-Henri z Lobkowiczów (ur. 17 maja 1964 w Paryżu) – książę francuski pochodzący z rodziny Lobkowiczów i dynastii Burbon-Parmeńskich.
Syn księcia, Edwarda z Lobkowiczów (1926–2010) i francuskiej księżniczki, Franciszki Burbon-Parmeńskiej (1928–). W dzieciństwie mieszkał wraz z rodziną na ulicy Avenue Marceau, w 8. dzielnicy Paryża.
Lobkowicz uczył się w szkołach z internatem w Niemczech, Anglii, Szwajcarii i Francji, często odwiedzając Liban, gdzie jego rodzice spędzali znaczną część roku. Ukończył studia na Uniwersytecie Duke'a w Stanach Zjednoczonych.
Książę Charles-Henri jest właścicielem czterech francuskich zamków znajdujących się w Burbonii, którym stara się przywrócić dawny wygląd przy pomocy lokalnej ludności, w tym zamku Fourchaud, Vieux-Bost, Nouveau-Bostz i Rochefort. Archeolodzy z rezydencji La Mal Coiffée, Sébastien Talour i Elisabeth Chalmin-Sirop pracowali nad przywróceniem dawnej świetności historycznym budynkom,  jednak po tylu latach zaniedbania nie jest to po dziś dzień łatwe zadanie.

## Genealogia[7]
| 4. Edward z Lobkowiczów (1899–1959)                              |  |                                        |  |  |                                |
|                                                                  |  | 2. Edward z Lobkowiczów (1926–2010)    |  |  |                                |
| 5. Anita Lihme                                                   |  |                                        |  |  |                                |
|                                                                  |  |                                        |  |  | 1. Charles-Henri z Lobkowiczów |
| 6. Ksawery Burbon-Parmeński, książę Piacenzy (1889–1977)         |  |                                        |  |  |                                |
|                                                                  |  | 3. Franciszka Burbon-Parmeńska (1928–) |  |  |                                |
| 7. Magdalena de Burbon-Busset, hrabina Burbon-Busset (1898–1984) |  |                                        |  |  |                                |
|                                                                  |  |                                        |  |  |                                |